# デュアン・ジョーンズ
デュアン・ジョーンズ（Duane Jones, 1937年2月2日 - 1988年7月22日）は、アメリカ合衆国の俳優。アフリカ系アメリカ人。ジョージ・A・ロメロ監督のゾンビ映画『ナイト・オブ・ザ・リビングデッド』（1968年）の主人公・ベン役で知られる。

## 来歴
ニューヨーク州ニューヨークに生まれる。高校卒業後、パリへ渡りソルボンヌ大学に入学、卒業後はニューヨークへ戻り演技を研究していた。そして1968年に『ナイト・オブ・ザ・リビングデッド』の主役に抜擢された。黒人であったジョーンズが起用されたのは驚きがあったとされている。この作品に出演後、映画出演も続けながらもアメリカン・アカデミー・オブ・ドラマティック・アーツ (AADA) で講師として演技を教えていた。また、芸術と文化の発展のため、リチャード・アレン・センター (RACCA) 劇場のエグゼクティブ・ディレクターも務めた。
晩年はオールドウェストベリーのニューヨーク州立大学で演劇学の教授として、後進の指導に尽力する。その後に設立された "Duane L. Jones Recital Hall" は、ジョーンズの名にちなんだものである。
1988年、心不全のために51歳で死去。

## 出演作品
| 公開年 | 邦題 原題                                                 | 役名                 | 備考       |
| ------ | --------------------------------------------------------- | -------------------- | ---------- |
| 1968   | ナイト・オブ・ザ・リビングデッド Night of the Living Dead | ベン                 |            |
| 1973   | ガンジャ＆ヘス                                            | ヘス・グリーン       | 劇場未公開 |
| 1982   | Losing Ground                                             | デューク             |            |
| 1984   | ビート・ストリート Beat Street                            | ロバート             |            |
| 1986   | Vampires                                                  | チャールズ・ハーモン |            |
| 1988   | Negatives                                                 | チャールズ           |            |
| 1989   | 蒼い牙 To Die For                                         | サイモン・リトル     | 死後に公開 |
| 1989   | フライトハウス/ゾンビの生贄 Fright House                  | チャールズ・ハーモン | 劇場未公開 |